# Bătălia de la Apele Albastre
Bătălia de la Apele Albastre (în bielorusă: Бітва на Сініх Водах, lituaniană: Mūšis prie Mėlynųjų Vandenų, ucraineană: Битва на Синіх Водах, rusă: Битва на Синих Водах sau Синеводская битва) a fost o bătălie ce a avut loc în toamna anului 1362 sau 1363, pe malurile râului Siniuha, afluent de stânga al Bugului de Sud, între armatele Marelui Ducat al Lituaniei și cele ale Hoardei de Aur. Bătălia s-a încheiat cu victoria decisivă a lituanienilor care au încheiat, pe această cale, cucerirea Kievului.